# Zöe Lucker
Zöe Elizabeth Lucker, née le 11 avril 1974, est une actrice anglaise, connue pour son rôle de Tanya Turner dans la série Femmes de footballeurs, diffusée sur ITV. 
Elle a également joué Vanessa Gold dans le soap opera EastEnders, Carol Barry dans la série Waterloo Road et Reenie McQueen dans le soap opera Hollyoaks diffusé sur Channel 4.

## Biographie

### Formation
Lucker est scolarisée au lycée Huddersfield New College. Elle étudie le métier d'acteur à l'Academy of Motion Picture Arts and Sciences d'Huddersfield, puis à l'Arden School of Theatre de Manchester.

### Carrière

#### 1996–2009: débuts de carrière
En 1996, Lucker fait ses débuts à la télévision dans Brazen Hussies, dans le rôle de Busty Babs. Plus tard cette année-là, elle apparaît dans trois épisodes du soap opera Coronation Street sur ITV. Les quatre années suivantes, elle apparaît dans Doctors, Where the Heart Is, Barbara et Killer Net.
En 2002, Lucker commence à incarner le rôle de Tanya Turner dans la série Femmes de footballeurs, diffusée sur ITV. En 2004, elle est nommée et remporte un TV Quick et TV Choice Award dans la catégorie « Meilleure actrice » pour son rôle de Tanya Turner. Elle est également nommée aux National Television Awards dans la catégorie « Actrice la plus populaire » pour son rôle dans Femmes de footballeurs. Elle fait une apparition dans la série du même univers Les Condamnées, dans son rôle de Tanya Turner. Lucker quitte temporairement la série pendant la saison 4, mais revient dans la cinquième.
En 2004, elle coanime les British Academy Television Awards, et elle est invitée à présenter l'émission CD:UK en 2005[réf. nécessaire].
En 2005, Lucker fait de nombreuses tournées en Nouvelle-Zélande pour la pièce Then Comes Love, en tant qu'actrice principale, aux côtés de Shane Cortese. Elle joue le rôle principal dans Bombshell sur IVT1, diffusé en Nouvelle-Zélande. Elle apparaît également dans la série HolbyBlue dans le rôle de Kate Keenan.
En 2009, Lucker apparaît dans Who Wants to Be a Millionaire? aux côtés de John Suchet, et gagne 150 000 £ pour la fondation Caron Keating.

#### 2009:Strictly Come Dancing
En septembre 2009, l'émission Strictly Come Dancing annonce la participation de Lucker à sa saison 7. Son ancienne partenaire dans Femmes de footballeurs, Laila Rouass, participe également cette année-là. Lucker est associée au danseur de salon professionnel James Jordan. Malgré leurs scores et leurs moyennes élevées, le couple est éliminé le 31 octobre, après un battle contre Ali Bastian et son partenaire Brian Fortuna.
En novembre de cette année-là, il est confirmé que Lucker prendra part à la tournée de l'émission en 2010 dans tout le Royaume-Uni.
| Semaine # | Danse / Chanson                              | Score des juges | Score des juges | Score des juges | Score des juges | Résultat      |
| Semaine # | Danse / Chanson                              | Revel Horwood   | Goodman         | Dixon           | Tonioli         | Résultat      |
| 2         | Valse / Un jour mon prince viendra           | 7               | 8               | 7               | 8               | Sûr           |
| 2         | Rumba / Out of Reach                         | 8               | 7               | 8               | 8               | Sûr           |
| 3         | Paso Doble / You Got the Love                | 7               | 8               | 8               | 8               | Sûr           |
| 4         | Foxtrot / This Will Be (An Everlasting Love) | 8               | 9               | 8               | 8               | Sûr           |
| 5         | Jive / Tainted Love                          | 7               | 8               | 8               | 7               | Avant-dernier |
| 6         | American Smooth /My Girl                     | 8               | 8               | 9               | 8               | Sûr           |
| 7         | Samba / Boogie Nights                        | 7               | 8               | 9               | 8               | Éliminé       |

#### 2010-2016: autres rôles à la télévision
En mars 2010, Lucker rejoint le casting du soap opera EastEnders, diffusé sur BBC One, dans le rôle de Vanessa Gold. Elle quitte la série en octobre 2011.
En juin 2012, elle rejoint le casting de Waterloo Road dans le rôle de Carol Barry, la matriarche de la famille criminelle de Liverpool.
Lucker rejoint le casting d'Hollyoaks en février 2015 dans le rôle de Reenie McQueen. Reenie est « une femme qui aime faire la fête, hyperactive, fatigante à côtoyer, même si au fond, elle est l'enfant de Nana la plus vulnérable », elle n'a pas donné le meilleur exemple à ses enfants et les a laissé tomber par le passé. Elle fait sa première apparition le 16 avril 2015. En décembre 2015, on apprend que Lucker laissera le rôle de côté après la conclusion de son intrigue sur les abus sexuels qu'elle a subis enfant ; Reenie fait donc sa toute dernière apparition le 30 juin 2016.
Elle participe à l'émission de téléréalité historique 24 Hours in the Past de la BBC, aux côtés de Colin Jackson, Alistair McGowan, Ann Widdecombe, Tyger Drew-Honey et Miquita Oliver. L'émission en quatre parties est diffusée entre le 28 avril 2015 et le 19 mai 2015.

### Vie privée
En février 2008, Lucker annonce ses fiançailles. Elle a une fille en septembre 2008.

## Filmographie
| Année     | Nom                                 | Rôle            | Chaîne    | Remarques                                                      |
| --------- | ----------------------------------- | --------------- | --------- | -------------------------------------------------------------- |
| 1996      | Coronation Street                   | Sonya Leach     | ITV       | 2 épisodes                                                     |
| 1996      | Brazen Hussies                      | Busty Babs      | BBC Two   | Téléfilm                                                       |
| 1997      | Where the Heart Is                  | Jane            | ITV       | Summoned by Bells                                              |
| 1998      | Killer Net                          | Carol           | Channel 4 | Mini-série 3 épisodes                                          |
| 1999      | Boyz Unlimited                      | Kirsty Bellamy  | Channel 4 | Épisode 5                                                      |
| 1999      | Barbara                             | Karen           | ITV       | « Rivals »                                                     |
| 2000      | Doctors                             | Sandy Hansen    | BBC One   | 1 épisode                                                      |
| 2000      | Scotland Yard, crimes sur la Tamise | Catrina Roberts | ITV       | 2 épisodes                                                     |
| 2002      | Holby City                          | Sharon Simons   | BBC One   | « Pawns in the Game »                                          |
| 2002–2006 | Femmes de footballeurs              | Tanya Turner    | ITV       | Rôle principal 35 épisodes (saisons 1 à 5)                     |
| 2004      | Les Condamnées                      | Tanya Turner    | ITV       | Rôle d'invité 3 épisodes (saison 6)                            |
| 2006      | Bombshell                           | Jenna Marston   | ITV       | Rôle principal 7 épisodes (saison 1)                           |
| 2007–2008 | HolbyBlue                           | Kate Keenan     | BBC One   | Rôle principal 20 épisodes (saisons 1–2)                       |
| 2009      | Strictly Come Dancing               | Elle-même       | BBC One   | Participante de la saison 7                                    |
| 2010-2011 | EastEnders                          | Vanessa Gold    | BBC One   | Personnage régulier 96 épisodes                                |
| 2013–2014 | Waterloo Road                       | Carol Barry     | BBC One   | Personnage récurrent (saison 8) Personnage régulier (saison 9) |
| 2015      | 24 Hours in the Past                | Elle-même       | BBC One   | Série de téléréalité historique                                |
| 2015-2016 | Hollyoaks                           | Reenie McQueen  | Channel 4 | Personnage régulier 63 épisodes                                |

## Distinctions
- Nomination dans la catégorie « Actrice la plus populaire », 2004[16] - National Television Awards
- Meilleure actrice, 2004 - TV Quick Awards[17]